# ديف راند
ديف راند (بالإنجليزية: Dave Rand) هو دراج بريطاني، ولد في 8 ديسمبر 1973.

## وصلات خارجية
- ديف راند على موقع أرشيف الدراجات (الإنجليزية)
- ديف راند على موقع اتحاد ألعاب الكومنولث (مؤرشف) (الإنجليزية)